# L'assassin jouait du trombone
Pour plus de détails, voir Fiche technique et Distribution.
L'assassin jouait du trombone est un film québécois réalisé par Roger Cantin, sorti en 1991. 
Le film La Vengeance de la femme en noir (1997), du même réalisateur, est la suite de ce film.

## Synopsis
Comédien dont la carrière a tourné court, Augustin Marleau en est réduit à être veilleur de nuit dans les locaux du studio de cinéma Popcorn International. Alors que Marleau est de garde, un des directeurs du studio est retrouvé mort assassiné. Les deux policiers dépêchés sur les lieux ne tardent pas à soupçonner Marleau d’être l'auteur du sinistre forfait. Après qu'un deuxième meurtre ait eu lieu, Marleau commence à céder à la panique. Heureusement pour lui, il peut compter sur une alliée indéfectible : Josée, sa fille adolescente.

## Fiche technique
Sources : IMDb et Films du Québec
- Titre original : L'assassin jouait du trombone
- Réalisation et scénario : Roger Cantin
- Musique : Milan Kymlicka
- Direction artistique : Richard Tassé
- Décors : Luc-Robert Archambault
- Costumes : Dominique Lemieux
- Maquillage : Johanne Gravel
- Coiffure : Henri Khouzam
- Photographie : Rodney Gibbons
- Son : Richard Nichol, Michel Bordeleau, Luc Boudrias (en)
- Montage : Yves Langlois
- Production : Franco Battista
- Société de production : Les Films Allegro
- Société de distribution : Allegro Distribution
- Pays de production :  Canada
- Langue originale : français
- Format : couleur
- Genre : comédie policière et thriller
- Durée : 96 minutes
- Dates de sortie :
  - Canada : 
    - 18 septembre 1991 (première à la Place des Arts de Montréal)[2]
    - 20 septembre 1991 (sortie en salle au Québec)
    - 22 août 2006 (DVD)
- Classification :
  - Québec : Visa général[3]

## Distribution
- Germain Houde : Augustin Marleau
- Anaïs Goulet-Robitaille : Josée Marleau
- Marc Labrèche : Édouard Elkin
- Raymond Bouchard : Giuseppe Grasselli
- Normand Lévesque : Paul, le policier
- Julie Saint-Pierre : la comtesse
- Gildor Roy : le tatoué
- Claude Desparois : le crâne rasé
- France Castel : Florence
- Marcel Leboeuf : Antoine Arnaud
- Jean-Pierre Bergeron : Claude Champignac
- Paule Baillargeon : Irène Ingerstein
- André Lacoste : Tremblay
- Bernard Carez : l'homme nerveux
- Alain Chartrand : le sergent
- Alain Gendreau : Louis Légaré, le comptable
- Rodrigue Proteau : Robby
- André Forcier : le réalisateur
- Adèle Reinhardt : la vendeuse de pellicule
- Marcel Jean : le policier moustachu
- Richard Niquette : chef pompier
- Christian Marion : Spartacus junior

## Autour du film
L'assassin jouait du trombone est le deuxième long-métrage de Roger Cantin, après Simon les nuages, un film pour enfants qui avait connu un bon succès à sa sortie en mai 1990. Le film est aussi la première des cinq collaborations entre Cantin et l'acteur Marc Labrèche.
Comédie fantaisiste se déroulant dans un studio de cinéma, L'assassin jouait du trombone comprend un certain nombre de références à des classiques comme M le Maudit ou Drôle de drame.  Le film est lancé en septembre 1991 et récolte une critique plutôt favorable.  Ainsi, dans La Presse, Luc Perreault parle d'un film « inventif et souvent très amusant », malgré une finale décevante.  Odile Tremblay dans Le Devoir et Lise Giguère, du journal Le Soleil émettront un avis similaire.  
L'assassin jouait du trombone est un des rares films québécois de 1991 à connaitre un franc succès commercial. Il donnera lieu à une suite, La Vengeance de la femme en noir, qui sortira en 1997.